# Chord Overstreet
Chord Overstreet (* 17. února 1989) je americký herec a zpěvák. Jeho nejznámější role je Sam Evans v televizním seriálu Glee.

## Dětství
Narodil se v Nashvillu v Tennessee jako syn vizážistky Julie Miller a zpěváka a skladatele country Paula Overstreeta. Má staršího bratra Nashe, starší sestru Summer a tři mladší sestry, Harmony, Skye a Charity. Byl pojmenován po stejnojmenném hudebním termínu (v češtině Chord znamená akord). Jeho bratr Nash je také hudebník a je členem skupiny Hot Chelle Rae. Byl vychováván na farmě u Nashvillu. Rodiče ho povzbuzovali v hudbě a tak se jako malý učil na mandolínu a poté ještě začal hrát na kytaru, flétnu, bicí a klavír. Když byl v pubertě, byl modelem pro značky Famous Footwear a Gap.

## Kariéra

### Film, TV
Overstreet se začal hraní věnovat po maturitě v roce 2007. Po dvou neúspěšných letech začal svou hereckou kariéru v internetovém seriálu Private jako Josh Hollis. Také se na pár minut objevil v epizodě seriálu iCarly s názvem iSpeed Date a v nevysílaném pilotu seriálu No Ordinary Family. Jeho první filmová role byla v roce 2009 v thrilleru The Hole a v roce 2011 ve filmu A Warrior's Heart spolu s Ashley Greene a Kellanem Lutzem.
Na začátku druhé série si zahrál Chord vedlejší roli výměnného studenta a sportovce Sama Evanse v americkém muzikálovém seriálu Glee. Získal roli, když na konkurzu zazpíval „Easy“ od Commoderes a „I Don't Want to Be" od Gavina DeGrawa. Později zpíval píseň „Billionaire“ od Travieho McCoye a Bruno Marse jako studio test a nakonec tuto píseň zpíval i v první epizodě druhé série spolu s „Every Rose Has Its Thorn“ od Poison. Hrál roli Rockyho v epizodě The Rocky Horror Glee Show, epizodě věnované muzikálu Rocky Horror Picture Show.

### Hudba
13. prosince 2011 Chord zveřejnil jednu ze svých písniček, s názvem "Beautiful Girl". V roce 2011 se také objevil ve videoklipu skupiny Hot Chelle Rae k písničce "Tonigh Tonight".
V srpnu 2016 vydal svůj první sólo singl „Homeland“, prostřednictvím nahrávacích společností Island Records a Safehouse Records. Hudební video mělo premiéru 7. října 2016. 3. února 2017 vydal další singl „Hold On“. Jeho první EP Tree House Tapes se čtyřmi skladbami vyšlo 12. května 2017.

## Diskografie
- Tree House Tapes (12. května 2017)

## Filmografie

### Film
| Rok  | Film                       | Role               | Poznámky |
| ---- | -------------------------- | ------------------ | -------- |
| 2010 | Díra                       | Adam               |          |
| 2011 | A Warrior's Heart          | Dupree             |          |
| 2011 | Glee: The 3D Concert Movie | Sam Evans/Sám sebe |          |
| 2015 | The Fourth Man Out         | Nick               |          |
| 2020 | The Swing of Things        | Tom                |          |

### Televize
| Rok     | Seriál                    | Role                       | Poznámky                                          |
| ------- | ------------------------- | -------------------------- | ------------------------------------------------- |
| 2009    | Eastonská soukromá        | Josh Hollis                | 11 dílů                                           |
| 2009    | iCarly                    | Eric                       | díl: „iSpeed Date“                                |
| 2010    | Taková nenormální rodinka | Lucas Fisher               | objevil se v nevysílaném pilotním dílu            |
| 2010–15 | Glee                      | Sam Evans                  | 91 dílů                                           |
| 2011    | Průměrňákovi              | Ralph Wilkerson            | díl: „Rodinná hierarchie“                         |
| 2013    | Normálka                  | Dusty B (hlas)             | díl: „The Thanksgiving Special“                   |
| 2015    | Be Cool, Scooby-Doo!      | Mitchell (hlas)            | díl: „Mystery 101“                                |
| 2016–17 | Pickle and Peanut         | Scampi a další role (hlas) | díl: „Gregazoids/Meat Ballers“                    |
| 2020    | Troufalky                 | Evan Sloan                 | díl: „Stardust“                                   |
| 2020    | Royalties                 | zpěvák                     | díl: „I Am So Much Better Than You at Everything“ |

### Videoklipy
| Rok  | Název             | Umělec                |
| ---- | ----------------- | --------------------- |
| 2010 | „Lucky“           | obsazení seriálu Glee |
| 2011 | „Tonight Tonight“ | Hot Chelle Rae        |
| 2016 | „Bacon“           | Nick Jonas            |